# Cathedral (britische Band)
Cathedral ist eine Doom-Metal-Band aus Coventry, England.

## Bandgeschichte
Gegründet wurde Cathedral im Jahr 1990 von Lee Dorrian, der bis 1989 Sänger von Napalm Death war. Weitere Gründungsmitglieder waren Mark Griffiths, Gary Jennings und Andy Baker. 1990 veröffentlichte die Band die EP, In Memorium auf Dorrians eigenem Plattenlabel Rise Above Records, 1991 folgte eine Demo. Im selben Jahr konnte die Band einen Plattenvertrag mit Earache Records abschließen und es erschien das Debütalbum Forest of Equilibrium, auf dem die Band schweren und langsamen Doom Metal bot. Damit traten Cathedral in die Fußstapfen von Doom-Bands der ersten Generation wie Trouble, Pentagram und Saint Vitus.
Da sich Earache auf Extrem-Metal-Bands wie Entombed, Carcass oder Napalm Death konzentrierte, wechselte die Band 1992 zu Columbia Records und veröffentlichte The Ethereal Mirror. Doch Columbia löste den Vertrag mit der Band und sie unterschrieb erneut bei Earache. 1994 verließen Lehan und Wharton überraschend die Band; für die anstehende Tournee im Vorprogramm von Black Sabbath gelang es Dorrian, Victor Griffin (Gitarre) und Joe Hasselvander (Schlagzeug) von der Doom-Metal-Legende Pentagram zu verpflichten. Allerdings war die Zusammenarbeit nicht von Dauer.
Brian Dixon (Drums) und Leo Smee (Bass) übernahmen die vakanten Posten.
Im Jahr 1995 folgte das dritte Studioalbum The Carnival Bizarre; weitere Alben waren Supernatural Birth Machine (1996), Caravan Beyond Redemption (1998) und Endtyme (2001). 2002 wechselte die Band erneut das Plattenlabel und ging zu DreamCatcher/Spitfire. Nach der Veröffentlichung von The VIIth Coming wurde es ruhiger um die Band, bis sie schließlich bei Nuclear Blast unterschrieben, wo sie die beiden Alben The Garden of Unearthly Delights (2005) und The Guessing Game (2010) herausbrachten.
Anfang 2011 gab die Band bekannt, sich nach dem nächsten Studioalbums auflösen zu wollen. The Last Spire erschien im April 2013 bei Lee Dorrians eigenem Plattenlabel Rise Above Records. Musikalisch bewegt sich das letzte Album wieder deutlich zur Anfangszeit und schließt den Kreis in der Schnittmenge der ersten beiden Alben.
Die Cover aller Cathedral-Alben sind von Dave Patchett gestaltet. Viele sind auf sechsfache Größe des CD-Covers ausklappbar und zeigen seine detail- und symbolreichen Gemälde.

## Stil

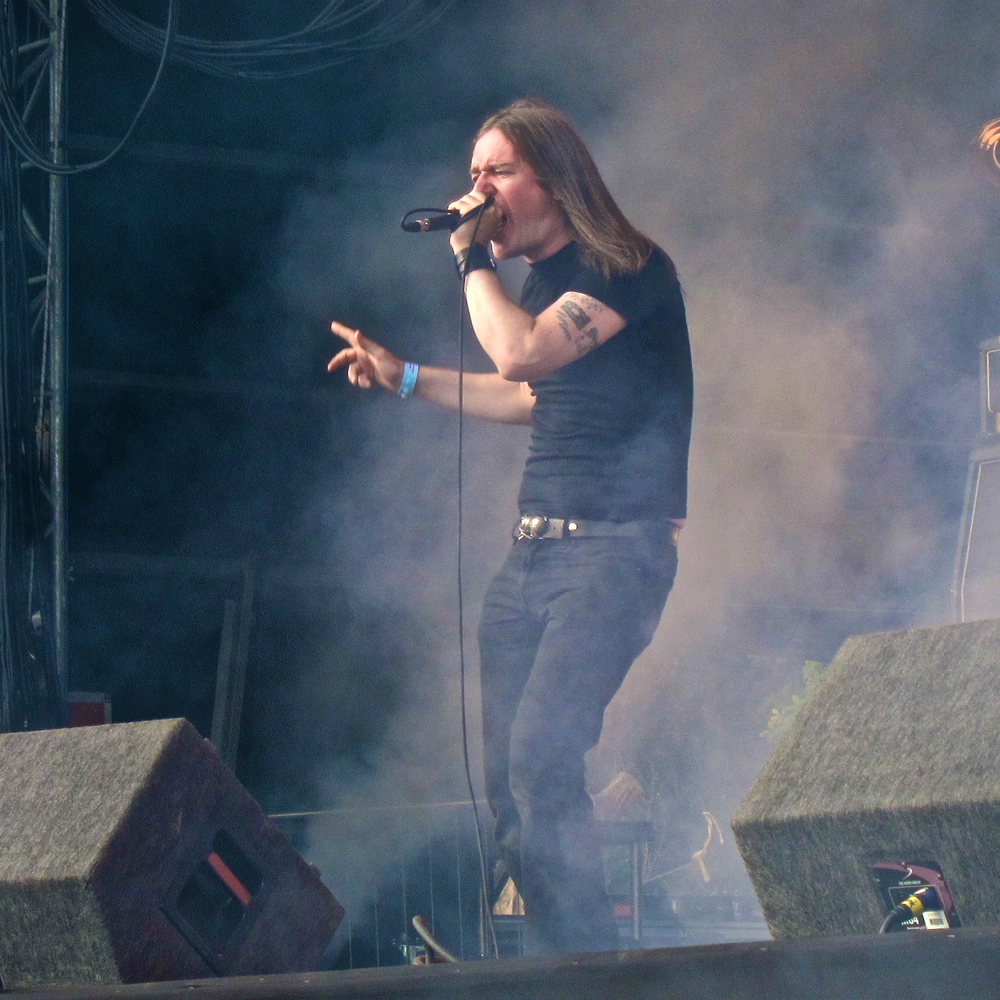
Lee Dorrian

Während auf den ersten Veröffentlichungen noch schwerer Doom Metal vorherrschte, waren die späteren Alben mehr vom 70er-Jahre-Rock geprägt. Schon im Debüt beruft sich die Band ausdrücklich auf die Prog-Rocker der 1970er (in dieser Periode gab es schon eine US-amerikanische Band, die sich ebenfalls Cathedral nannte). Dennoch ist die Band dank der brachialen Gitarrenarbeit und des schroffen Gesangs immer tief im Heavy Metal verwurzelt geblieben. Mit Ausnahme der Alben In Memoriam, Forest of Equilibrium, Endtyme sowie The Last Spire spielt die Band allerdings nicht ausschließlich in der typischen Langsamkeit anderer Doom-Bands.
Thematisch beschäftigt sich die Band nicht nur mit den genretypischen Klischees, sondern lässt auch Humor und eine Vorliebe für Horrorfilme der 1960er- und 1970er-Jahre durchblicken. Zum Beispiel findet sich auf The Carnival Bizarre ein Stück namens Hopkins (Witchfinder General), das auf dem Horror-Klassiker Der Hexenjäger mit Vincent Price basiert. Auch die spanische Reitende-Leichen-Reihe wurde in drei Stücken verarbeitet, nämlich Night of the Seagulls ebenfalls vom Album The Carnival Bizarre, Templars Arise! vom Album Endtyme sowie in la noche del buque maldito aka ghost ship of the blind dead vom Album the guessing game.
Die Band wird als einer der Wegbereiter für die modernen Varianten des Doom Metal bezeichnet, wie sie von den frühen Spiritual Beggars oder von Electric Wizard gespielt werden.

## Diskografie

### Alben
- 1991: Forest of Equilibrium
- 1993: Twylight Songs (7")
- 1993: The Ethereal Mirror
- 1995: The Carnival Bizarre
- 1996: Supernatural Birth Machine
- 1998: Caravan Beyond Redemption
- 1999: In Memoriam (Kompilation)
- 1999: Statik Majik/Soul Sacrifice (Re-Release)
- 2000: Gargoylian (7")
- 2001: Endtyme
- 2003: The VIIth Coming
- 2004: The Serpent’s Gold
- 2005: The Garden of Unearthly Delights
- 2010: The Guessing Game
- 2011: Anniversary (live)
- 2013: The Last Spire

### Singles
- 1993: Grim Luxuria
- 1993: Midnight Mountain
- 1993: Ride
- 1995: Hopkins (The Witchfinder General)

### Demos und EPs
- 1990: In Memorium (Demo)
- 1991: Demo #2 (Demo)
- 1992: Soul Sacrifice (EP, 12")
- 1994: Statik Majik (EP, 12")
- 1994: Cosmic Requiem (EP)
- 1994: In Memorium (Re-Release, EP, 12")

### DVDs
- 2001: Our God Has Landed